# Autopista Circunvalación del Sur
La Autopista Circunvalación del Sur, Conocida también como la Autopista del Sur, une el centro y el sur del Municipio Valencia, donde se concentra la mayor parte de la población de la ciudad.  

## Trayecto
La autopista tiene su inicio (kilómetro 0) en el Distribuidor San Blas, donde se une con la Autopista Regional del Centro y la Autopista Circunvalación del Este, con la cual tiene una clara continuidad.  
Sus distribuidores son simples, y permiten el acceso a importantes avenidas de la ciudad. Estos son  
- el Distribuidor Michelena (acceso a la Avenida Michelena)
- Distribuidor Los Samanes (acceso a la Avenida Circunvalación de los Samanes)
- Distribuidor El Palotal (acceso a la Avenida Las Ferias también llamada Avenida Bolívar Sur)
- Distribuidor Aranzazu (acceso a la Avenida Aranzazu, antiguo Puente El Boquete).

Luego de este, el distribuidor los Caobos "antiguamente llamado Puente El Ahorcado" que comunica a la Urb. Los Caobos y Urb. Cabriales y es acceso Directo a la Ciudad Hospitalaria Dr. Enrique Tejera de Valencia como Principal Hospital de la región Carabobeña la autopista continúa, y da acceso a la famosa bomba "El Prado" y sigue al elevado de los parques Ubicado en la vía a la Urb. Los parques y la Urb Ricardo Urriera siendo esta famosa por vivir allí los profesionales y Técnicos que trabajan en la Zonas Industriales de la ciudad de Valencia, de ahí al Distribuidor la Florida ubicado en la populosa Comunidad con acceso directo a la Av. Lisandro Alvarado, esto ubicado en la parroquia Miguel Peña, de ahí a 300 metros tienen acceso a los sectores 2 y los mangos de la Florida 3 y a 2 bomba PDV con acceso a diesel para camiones y unidades de transporte público, pasando luegoa la vía de servicio provisional y acceso a las Comunidades Altos de Carabobo y ciudad Nueva Florida también ubicada en la parroquia Miguel Peña, esta a su vez se comunica con la Urb. Portal de San Luis en la Carretera Valencia- Tocuyito. 
Esta autopista da acceso al Cementerio Privado "Jardines de Recuerdo de Valencia Ubicado en la Comunidad Altos de carabobo sector 2, aqui finaliza el Límite entre Los Municipios valencia y Libertador y al frente de ello a la populosa Comunidad El Socorro, ubicado también en Municipio Valencia. de ahí en adelante a tan solo 500 metros se encuentra el Distribuidor San Luis que sirve de retorno a la comunidad El Socorro del Municipio valencia y da acceso al Mercado de mayorista de la Gran Valencia ubicado en el sector San Luis del Municipio Libertador y da Acceso a Grandes zonas como Fundación CAP, Nueva Valencia, Los cardones, Los Cho0rritos entre otros después da acceso a sectores de la Honda y la Urb Pocaterra hasta llegar al Distribuidor Tocuyito, como principal acceso al casco central de la localidad de Tocuyito perteneciente al Área Metropolitana de la ciudad de Valencia. a tan solo 600 metros se construye el Elevado "El Molino ubicado al frente de esa Urbanización y se dará acceso a Urb como La Esperanza, Libertador y la ya antes mencionada y de allí como retorno ya de los que desean regresar a la ciudad de Valencia. También da acceso al Internado Judicial de Carabobo, llamado comúnmente "cárcel de Tocuyito".  
Posteriormente viene el Distribuidor la Encrucijada en el municipio Libertador, esta da acceso a la carretera panamericana y donde dará acceso a Poblaciones Como Bejuma, Montalbán y Miranda en el Estado Carabobo, así como las poblaciones de Nirgua y Chivacoa en el estado Yaracuy donde conecta con la autopista Centro Occidental Cimarrón Andresote (que une las poblaciones de Morón y Barquisimeto). 
De igual Forma esta autopista continua su travesía hacia localidades como Barrera, Campo Carabobo (Lugar donde se escenificó en 1821 La famosa "Batalla de Carabobo" y también una localidad de la Parroquia Independencia del Municipio Libertador, Hasta finalizar en le retorno al Parque monumental de Campo Carabobo, donde se da acceso al retorno a la ciudad de Valencia y da Comienzo a la Autopista José Antonio Paez, comenzando en ese sector y atravesando los Estados Cojedes, Portuguesa y Barinas. 
- Datos: Q5712581